# Célticos

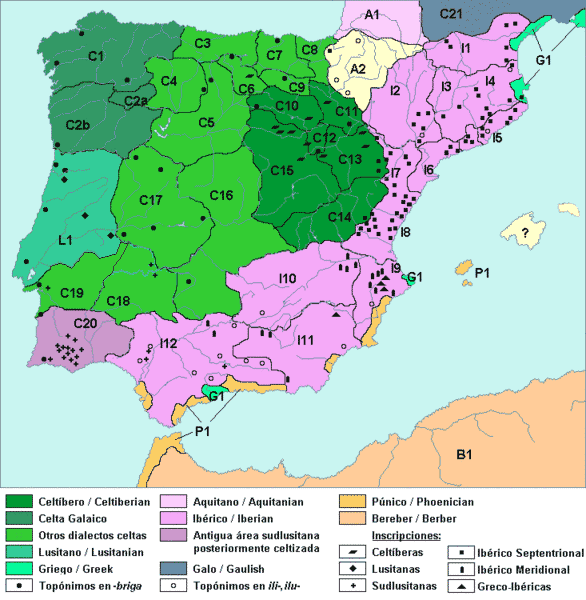
Território dos célticos (C18, C19.)

Ethnographic Iberia 200 BCE-es

Os Célticos (em latim: Celtici, lit. "celtas") eram os integrantes de uma tribo celta que habitava a zona do Alentejo ocidental no sul de Portugal, no sul da província de Badajoz e no norte da província de Huelva, formando a zona ocidental da Betúria: Celta Betúria; antes da romanização da península ibérica. São, assim, uns dos povos ibéricos pré-romanos. Segundo Jorge de Alarcão a "designação seria um colectivo que abrangeria diversos povos, designadamente os Sefes, os Cempsos e talvez também os Lusitanos. Pela semelhança dos nomes das cidades, da língua e de rituais sagrados dos povos célticos e dos celtiberos, Plínio considera a Lusitânia a origem dos celtas na península ibérica.

## Localização na Península Ibérica

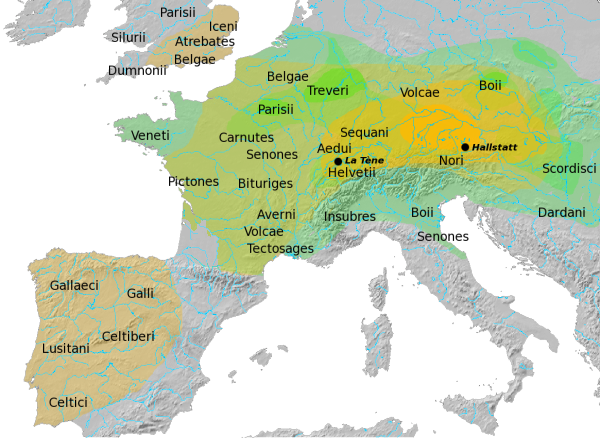
Tribos celtas na Europa ocidental.